# Pleuretra costata
Pleuretra costata är en hjuldjursart som först beskrevs av Bartoš 1938.  Pleuretra costata ingår i släktet Pleuretra och familjen Philodinidae. Inga underarter finns listade i Catalogue of Life.